# ختشيرة (طالقان)
ختشيرة هي قرية في مقاطعة طالقان، إيران. عدد سكان هذه القرية هو 317 في سنة 2006.